# Juan de Mendoza y Luna
Pour les articles homonymes, voir Luna.
Juan de Mendoza y Luna, Marquis de Montesclaros (espagnol: Don Juan de Mendoza y Luna, marqués de Montesclaros) (janvier 1571, Guadalajara—9 octobre 1628, Madrid), noble espagnol, homme de lettres et dixième vice-roi de Nouvelle-Espagne qu'il gouverne du 27 octobre 1603 au 2 juillet 1607. Il est ensuite vice-roi du Pérou du 21 décembre 1607 au 18 décembre 1615. Après son retour en Espagne, il devient conseiller du Roi et haut dignitaire à la Cour.